# Aartsbisschoppelijk paleis (Arles)

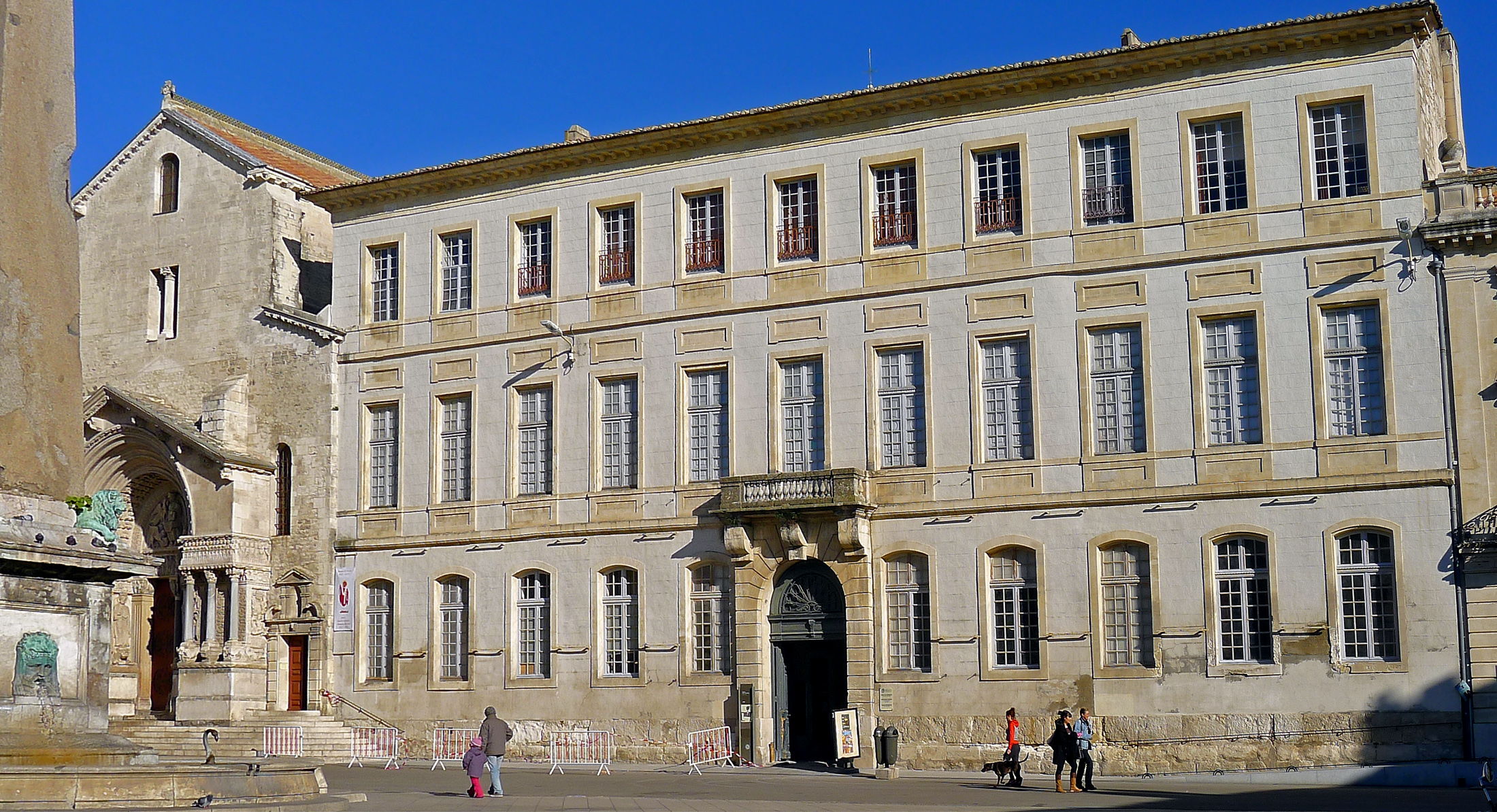
Voormalig paleis der aartsbisschoppen van Arles

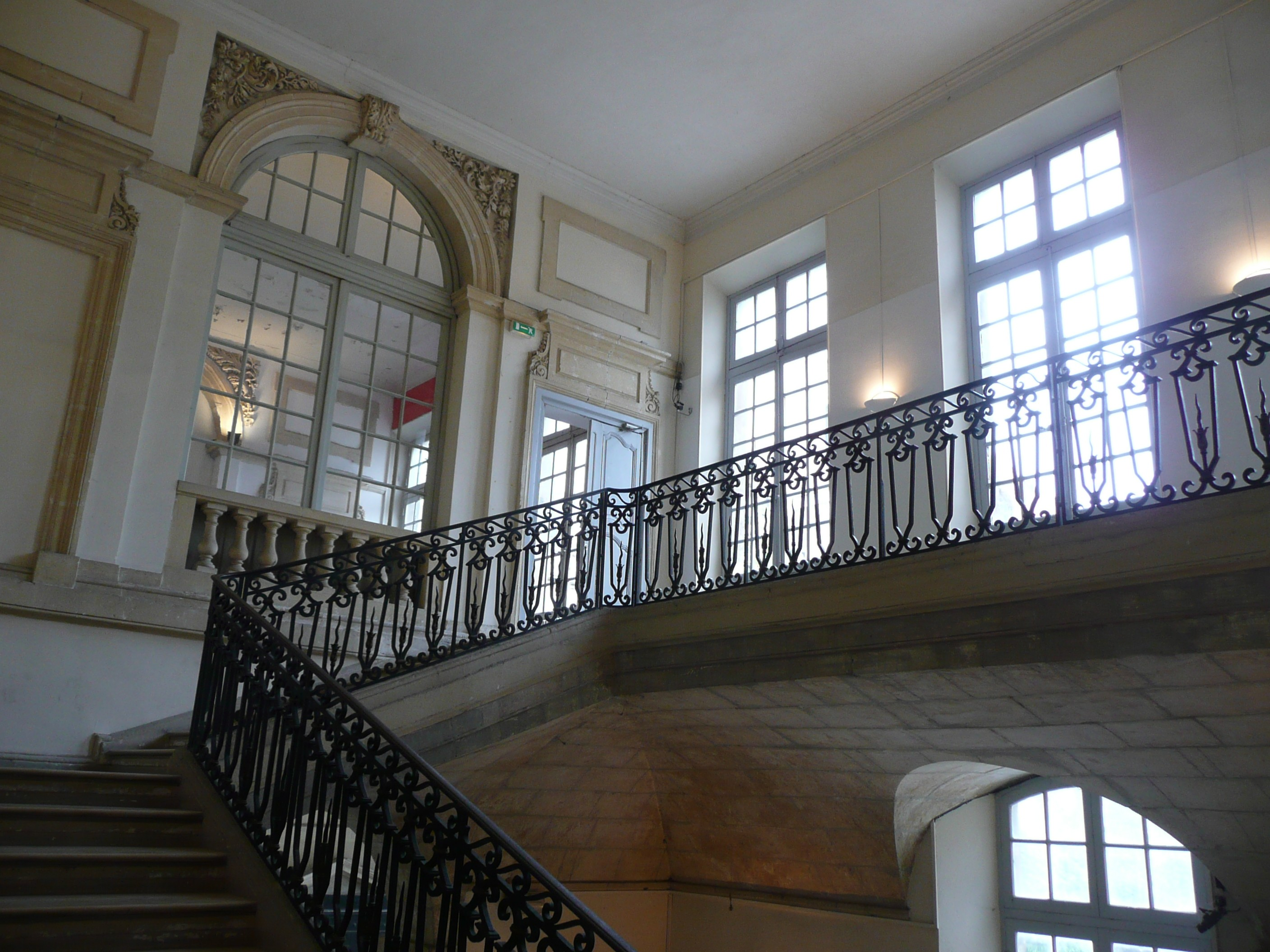
Traphal

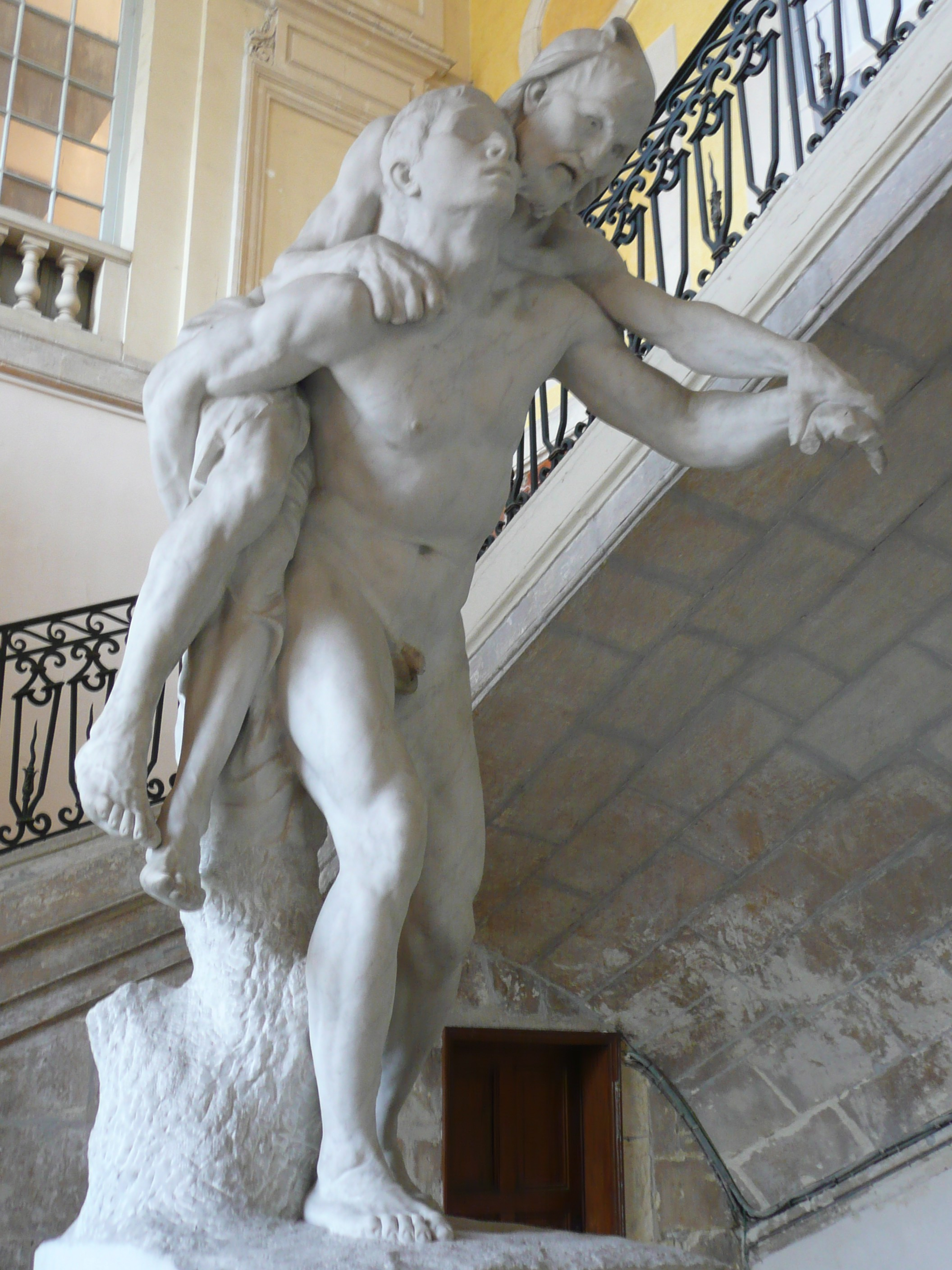
Beeld van de blinde en de lamme (Jean Turcan)

Het voormalig aartsbisschoppelijk paleis van Arles (10e eeuw - 18e eeuw) bevindt zich in de Franse stad Arles. Het staat aan de Place de la République naast de kathedraal Saint-Trophime en tegenover de Obelisk van Arles. 
Sinds de Franse Revolutie is het in gebruik door de stad.

## Historiek
Het paleis is van verschillende tijdperken en niet alle opeenvolgende versies zijn bekend omwille van de talrijke bouwfasen. Het oudste deel, het Romaanse deel, dateert van de 10e-12e eeuw. Hiervan is eigenlijk niets meer terug te vinden. Het werd gebouwd tussen de eerste versie van de kathedraal en de Romeinse ringmuur. Er ontstond een binnenpleintje door het feit dat er muren aansloten met de Romeinse ringmuur.
In de late middeleeuwen werden de losstaande muren vervangen door gotische gebouwen: de kapittelzaal, het huis van de proost van het kapittel, een torentje en een lange slaapzaal voor de kanunniken. In de loop van de 17e en 18e eeuw (tot de Franse Revolutie) werd het aartsbisschoppelijk paleis grondig herbouwd en uitgebouwd. Het paleis werd groter met meer zijgebouwen. In plaats van één enkele binnenplaats zoals in de middeleeuwen, ontstonden er vier binnenplaatsen. De gebouwen werden gebruikt als schatkamer, burelen van aartsdiakens, opslagruimtes, stallingen alsook residenties voor priesters en kapelaans. Het aartsbisdom Arles was destijds uitgestrekt en bevatte zowel de Camargue als de Crau-vlakte. In 1786, vlak voor de Franse Revolutie, liet aartsbisschop Dulau nog de volledige façade aan wat vandaag Place de la République is, herbouwen.
Met het Concordaat van 1801 werd het aartsbisdom Arles opgeheven; het aartsbisschoppelijk paleis was na de Franse Revolutie (1789) al geconfisqueerd. Het gebouw werd stadseigendom. De stad liet een deel van het Romaanse paleis met een oud poortje afsmijten (1810). Daarnaast werden gotische bijgebouwen afgebroken om plaats te maken voor een nieuw postgebouw van Arles (1898). Sinds de 19e eeuw huisvest het voormalig paleis stadsdiensten en administratieve afdelingen van scholen. 
Jean Turcan, beeldhouwer uit Arles (1846-1895), plaatste een marmeren beeld dat de blinde en de lamme voorstelt. 
In 1922 werd het gebouw erkend als beschermd erfgoed en monument historique van Frankrijk. In 1959 werd de badkamer van de aartsbisschoppen apart erkend als beschermd erfgoed.